# عطش (فیلم ۱۳۵۱)
عطش فیلمی به کارگردانی ایرج قادری و نویسندگی علیرضا داوودنژاد ساختهٔ سال ۱۳۵۱ است.

## داستان
علی مرتکب قتل می‌شود و برادرش هاشم (ایرج قادری) جرم او را گردن می‌گیرد و به حبس می‌افتد. علی به زن معروفه‌ای به نام عصمت که در خانهٔ طاهر (یدالله شیراندامی) زندگی می‌کند علاقه دارد. علی که عقیم است خود را می‌کشد و پدرش مشهدی حسین (محمدتقی کهنمویی)، که عصمت را مسبب مرگ او می‌داند، اهالی را علیه عصمت می‌شوراند تا او را در آتش بسوزاند. عصمت می‌گریزد و هاشم از حبس آزاد می‌شود. عصمت با نام عاطفه و به عنوان دختر خان‌آبادی مجاور در خانهٔ هاشم پناه می‌گیرد. طاهر از هاشم می‌خواهد که به یاغی گری گذشتهٔ خود ادامه دهد، اما هاشم که به عصمت علاقمند شده موافقت نمی‌کند. طاهر از عصمت می‌خواهد که با او بگریزد؛ اما عصمت نمی‌پذیرد. هاشم پدرش را به خانه می‌آورد تا خطبهٔ عقد او و عصمت را جاری کند؛ اما پدر که عصمت را شناخته هاشم را بر ضد عصمت می‌شوراند. عصمت بی گناهی خود را بر هاشم در مرگ علی ثابت می‌کند و با هاشم می‌گریزد. طاهر با هاشم درگیر می‌شود، اما هاشم و عصمت جان به درمی برند. طاهر و افرادش به عده ای از اهالی حمله می‌کنند. که ضریحی را به‌آبادی حمل می‌کنند و هاشم با طاهر مقابله می‌کند و او را از پا درمی‌آورد، اما خود و عصمت موقعی که ضریح را به‌آبادی بازمی‌گرداند با شلیک گلولهٔ اهالی از پادرمی آیند.

## بازیگران
- ایرج قادری
- کتایون
- محمدتقی کهنمویی
- محمود تهرانی
- محمد فرزین
- یدالله شیراندامی
- چنگیز
- اسکویی
- گل‌پرور
- نجفی
- زهره
- کامران
- صمد